# Takeshi Okada
Takeshi Okada (岡田 武史, Okada Takeshi) est un footballeur japonais, né le 25 août 1956 à Osaka.

## Biographie
Il étudie à l'Université Waseda au sein du département de sciences politiques et d'économie.

### Joueur
En tant que défenseur, Takeshi Okada fut international japonais à 24 reprises (1980-1985) pour un but.
Il joua dans un seul club : Furukawa Electric Soccer Club. Il remporta un championnat du Japon en 1986 et la Ligue des Champions de l'AFC en 1987.

### Entraîneur
Sa première expérience d'entraîneur fut la sélection japonaise. Il est le premier sélectionneur nippon à amener le Japon en phase finale d'une coupe du monde de football, celle de 1998, mais le Japon est éliminé au premier tour.
Il entraîna ensuite pendant deux saisons, Consadole Sapporo, avec qui il remporta une J-League 2 en 2000. Puis il entraîna Yokohama F. Marinos pendant trois saisons. Il remporta deux J-League (2003 et 2004) et fut récompensé en 2003 et en 2004 du titre de Meilleur entraîneur de la J-League.
Il succède à Ivica Osim en décembre 2007, à la suite d'une attaque cardiaque du Bosniaque. Il réussit à qualifier le Japon pour la Coupe du monde de football 2010 mais en démissionne après que son équipe ait atteint les huitièmes de finale.
Il entraîne le Hangzhou Greentown en 2012 et 2013. 

### Dirigeant
En novembre 2014, il devient propriétaire et entraîneur du FC Imabari, évoluant dans la division régionale de Shikoku (cinquième division).
En 2016, il devient co-actionnaire majoritaire du Portimonense Sporting Clube, initiant une stratégie sportive et commerciale fondée entre autres sur des partenariats entre le club de Portimão et des clubs japonais.
De 2016 à 2018, il est vice-président de la fédération japonaise de football.

## Clubs

### En tant que joueur
- 1980-1990 : Furukawa Electric Soccer Club

### En tant qu'entraîneur
- 1997-1998 :  Japon
- 1999-2001 :  Consadole Sapporo
- 2003-2006 :  Yokohama F. Marinos
- déc.2007-juin 2010:  Japon
- déc. 2011-nov. 2013 :  Hangzhou Lücheng

## Palmarès

### En tant que joueur
- Championnat du Japon de football
  - Champion en 1986
- Coupe du Japon de football
  - Finaliste en 1984
- Ligue des Champions de l'AFC
  - Vainqueur en 1987

### En tant qu'entraîneur
- J-League
  - Champion en 2003 et en 2004
- J-League 2
  - Champion en 2000
- Supercoupe du Japon
  - Finaliste en 2004 et en 2005
- Meilleur entraîneur de la J-League
  - Récompensé en 2003 et en 2004